# 플루트, 바이올린, 비올라를 위한 세레나데
《플루트, 바이올린, 비올라를 위한 세레나데 라장조, 작품 번호 25》는 루트비히 판 베토벤의 실내악 작품이다.

## 작곡 및 출판
이 세레나데는 베토벤이 1801년 경에 쓴 것으로 기록되어 있지만, 베토벤이 그의 초기 세레나데(작품 번호 8)의 작업을 마친 1797년의 예비 스케치가 존재한다. 작곡이 완료된 시기는 베토벤이 조반니 카피 출판사에게 제출한 1801년 후반이 확실하다. 베토벤의 일련의 첫 해 공연에서 이 작품은 《칠중주》와 유사하게 상당한 인기를 얻었으며, 젊은 작곡가에게 경제적으로 도움이 됐다.

## 구조
이 작품은 여섯개의 악장으로 구성되었다.
1. 엔트라타, 알레그로 (라장조)
2. 미뉴에트의 템포 오르디나리오 (라장조)
3. 알레그로 몰토 (라장조)
4. 안단테 콘 바리아지오니 (사장조)
5. 알레그로 스케르잔도 에 비바체 (라장조)
6. 아다지오 – 알레그로 비바체 에 디신볼토 (라장조)

## 플루트(또는 바이올린)와 피아노를 위한 세레나데 라장조, Op. 41
1803년 클라인하인츠는 이 작품을 플루트(또는 바이올린)와 피아노를 위한 세레나데로 편곡했으며, 그것은 베토벤에 의해 승인되고 약간의 수정이 가해졌다. 그러나 출판사는 클라인하인츠를 저자로 올려달라는 베토벤의 요청에도 불구하고 베토벤을 저자로 올렸고, 플루트(또는 바이올린)과 피아노를 위한 세레나데 라장조, 작품 번호 41로서 출판되었다.